# Moa Hjelmer
Moa Hjelmer (ur. 19 czerwca 1990) – szwedzka lekkoatletka specjalizująca się w biegach sprinterskich.
Na półfinale zakończyła rywalizację w biegu na 200 metrów podczas mistrzostw świata juniorów młodszych w 2007 roku. W rywalizacji na dystansie 400 metrów odpadła w półfinale mistrzostw świata juniorów w Bydgoszczy (2008) oraz zdobyła brązowy medal mistrzostw Europy juniorów w Nowym Sadzie (2009). Była członkinią szwedzkiej sztafety 4 x 100 metrów, która zajęła siódmą lokatę podczas mistrzostw Europy w 2010 roku. Młodzieżowe wicemistrzyni Europy w biegu na 200 metrów z 2011 roku. W tym samym sezonie odpadła w półfinale biegu na 400 metrów podczas mistrzostw świata w Daegu. Na tym samym etapie zakończyła starty podczas halowych mistrzostw świata w 2012, kilka miesięcy później została mistrzynią Europy. Odpadła w eliminacjach podczas igrzysk olimpijskich w Londynie. Brązowa medalistka halowych mistrzostw Europy w Göteborgu. Wielokrotna reprezentantka Szwecji w drużynowych mistrzostwach Europy, meczach międzypaństwowych oraz medalistka mistrzostw kraju. 
W 2012 zajęła trzecie miejsce w plebiscycie na  wschodzącą gwiazdą europejskiej lekkoatletyki organizowanym przez European Athletics.

## Rekordy życiowe
- bieg na 200 metrów – 23,19 (13 czerwca 2013, Oslo)
- bieg na 200 metrów (hala) – 23,32 (17 lutego 2013, Norrköping)
- bieg na 400 metrów – 51,13 (29 czerwca 2012, Helsinki) rekord Szwecji
- bieg na 400 metrów (hala) – 52,04 (3 marca 2013, Göteborg) rekord Szwecji